# اینکیوبوس
اینکوبوس یا اینکیوبوس (به انگلیسی: Incubus) از گروه‌های بزرگ سبک موسیقی راک است.
مبدا این گروه در سال ۱۹۹۱ و در کالیفرنیا است.
این گروه، نخست در سال ۲۰۰۰ با دو آهنگ رانش در یوتیوب(به انگلیسی: Drive) و آسمانی در یوتیوب(به انگلیسی: Stellar) توجه منتقدین راک را بخود جلب کردند. آهنگ ایکاش اینجا می‌بودی در یوتیوب(به انگلیسی: Wish you were here) نیز در سال ۲۰۰۱ نامزد دریافت یک جایزه گرمی شد.

## پانویس

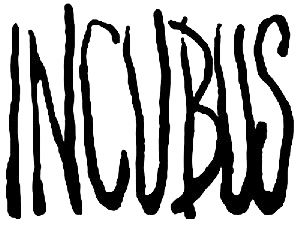
کابوس نشان.